# 布瓦达尔西 (约讷省)
布瓦达尔西（法語：Bois-d'Arcy，法語發音：[bwa daʁsi]）是法国勃艮第-弗朗什-孔泰大区约讷省的一个市镇，属于欧塞尔区。

## 地理
布瓦达尔西（47°32'49"N, 3°42'59"E）面积3.48 平方千米，位于法国勃艮第-弗朗什-孔泰大區约讷省，该省份为法国中北部内陆省份，西接卢瓦雷省，西北接塞纳-马恩省，南至涅夫勒省，东临科多尔省，东北与奥布省接壤。
与布瓦达尔西接壤的市镇（或旧市镇、城区）包括：马伊城、屈尔河畔阿尔西、布罗斯、蒙蒂约。

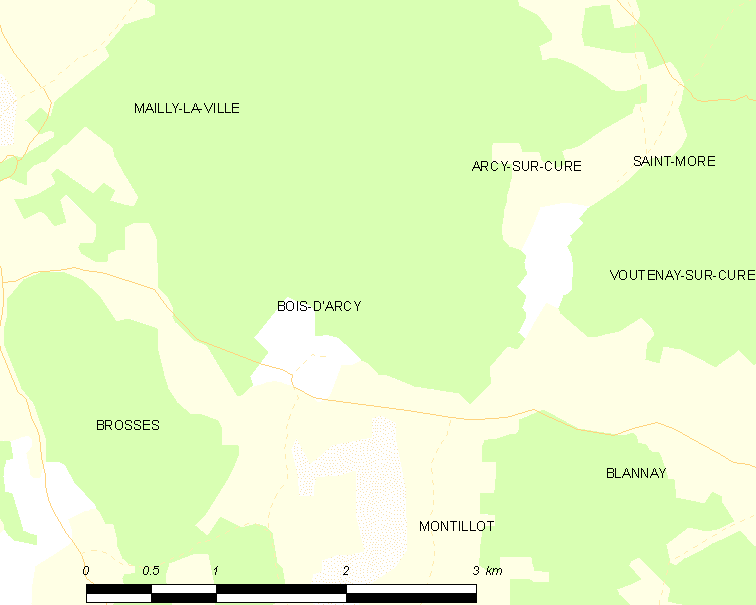
的OSM定位图

布瓦达尔西的时区为UTC+01:00、UTC+02:00（夏令时）。

## 行政
布瓦达尔西的邮政编码为89660，INSEE市镇编码为89049。

## 政治
布瓦达尔西所属的省级选区为茹拉维尔县。

## 人口

1962-2008年间人口变化图示

布瓦达尔西于2022年1月1日时的人口数量为23人。